# Chiesa della Sacra Famiglia a via Sommacampagna
La chiesa della Sacra Famiglia a via Sommacampagna, anche nota con i nomi di Sacra Famiglia in via Sommacampagna e Sacra Famiglia al Macao, era una chiesa che si trovava all'angolo della via Sommacampagna con la via San Martino della Battaglia, nel rione Castro Pretorio di Roma. Era dedicata alla Sacra Famiglia. "Macao" è il nome con il quale era nota all'epoca la zona.

## Storia
Questa è una delle chiese moderne meno note del centro storico di Roma. Fu progettata tra il 1895 e il 1896 da Carlo Busiri Vici, un architetto noto soprattutto per la chiesa di San Giuseppe a via Nomentana, per fornire una nuova parrocchia suburbana alla comunità che si stava sviluppando nel luogo nel 1896. I finanziatori del progetto erano i canonici regolari lateranensi, che realizzarono una campagna di donazioni per ottenere dei fondi. A causa della diminuzione della partecipazione dei nuovi romani alla messa, la chiesa probabilmente era già eccedente quando fu costruita e infine fu demolita quasi cinquant'anni dopo, nel 1940, per permettere la costruzione di edifici più moderni.

## Descrizione
La facciata era di mattoni rossi. L'interno era rettangolare con una navata centrale, due laterali e tre altari. Le arcate della navata reggevano su colonne e pilastri alternati e il tetto era una volta.
L'abside presentava degli affreschi di Eugenio Cisterna e la pala d'altare era una Sacra Famiglia di Giuseppe Bravi (1862-1901). Nell'altare destro c'era l'opera Sant'Agostino e Sant'Ubaldo dello stesso artista, e nel sinistro una Nostra Signora. Le pareti laterali erano decorate con un mosaico "sobrio".